# 阿纳迪亚
阿纳迪亚是巴西阿拉戈斯州的一个市镇。总面积189.47平方公里，总人口18625人，人口密度98.3人/平方公里。